# Matacus gracilis
Matacus gracilis är en insektsart som beskrevs av Giglio-tos 1897. Matacus gracilis ingår i släktet Matacus och familjen vårtbitare. Inga underarter finns listade i Catalogue of Life.